# سوداء (موسيقى)

النغمة الرُّبعية أو السوداء رمز موسيقي يكتب على المدرج الموسيقي للدلالة على مدة نغمة، و تساوي ربع قيمة المستديرة، و نصف مدة البيضاء.